# 大连站 (地铁)
大连站是大连地铁3号线与5号线的地铁车站，是一个换乘站，位于中华人民共和国辽宁省大连市西岗区建设街与兴顺街交叉口西侧，国铁大连站北广场西，为3号线南端终点站。3号线车站于2004年9月29日开通运营，5号线车站于2023年3月17日开通。

## 车站结构
地铁大连站为3号线与5号线换乘站，其中3号线车站位于建设街与兴顺街交叉口西侧，沿兴顺街南北向设置，为地上三层西班牙式站台车站，车站长88.6米，宽27.8米，站厅位于地面，地上二层为管理办公用房，地上三层为站台层，站台设置半高站台门，车站北侧设有交叉渡线，列车均在站前折返，中部站台为上客站台，两侧站台为落客站台。5号线车站沿兴顺街南北向设置，位于3号线车站西侧，为地下三层岛式站台车站，车站长219.5米，宽23.3米，车站地下一层为换乘通道，地下二层为站厅层，地下三层为站台层，站台设置全高站台门，车站北侧设有一条单渡线。两线采用通道换乘，通道连接3号线站厅西侧新建换乘厅与5号线站厅东侧。
| 側式 · 開右邊车门              |  |                           |
|                                |  | █ 3号线往金石滩（香炉礁） |
| 島式 · ↑開左邊车门 ↓開右邊车门 |  |                           |
|                                |  | █ 3号线往金石滩（香炉礁） |
| 側式 · 開左邊车门              |  |                           |

|                   |  | █ 5号线往后关（梭鱼湾南）     |
| 島式 · 開左邊车门 |  |                               |
|                   |  | █ 5号线往虎滩新区（青泥洼桥） |

## 车站出口
地铁大连站目前开放6个出口，其中A、B出口连通3号线站厅，D、F、G1、G2出口连通5号线站厅，各出口及周围设施如下所示：
| 出口编号                | 照片           | 出口指示       | 建议前往的目的地         |
| 连通 3号线站厅          | 连通 3号线站厅 | 连通 3号线站厅 | 连通 3号线站厅           |
| ----------------------- | -------------- | -------------- | ------------------------ |
| A · 出口 · （设有）     |                | 建设街（北侧） | 建设街长途汽车站         |
| B · 出口 · （设有）     |                | 建设街（北侧） | 大连火车站，大连站北广场 |
| 连通 5号线站厅          |                |                |                          |
| D · 出口                |                | 云阳街（东侧） | 泰和大厦                 |
| F · 出口                |                | 云阳街（西侧） |                          |
| G · 1 · 出口 · （设有） |                | 建设街（北侧） | 建设街长途汽车站         |
| G · 2 · 出口            |                | 兴顺街（西侧） | 大连站北广场             |
| 图例： 设有 \| 设有     |                |                |                          |

## 接驳交通

### 铁路
- 国铁沈大铁路大连站

### 公交车
- 站北广场：2002路、2002路快客、2002路郭水路加车、2002路横山寺加车
- 大连站地铁站：527路、538路、541路
- 建设街：527路、541、1101路、1101路沙岗子早间加车、1101路永兴寺加车、1103路、1103路加车、1107路

## 车站历史
3号线开通服务后，各线路及导向标识对本站站名的表述一直较为混乱。除站房外标识为快轨大连站外，车站站名牌及线路牌多标识本站为大连火车站（Dalian Railway Station）或大连站（Dalian Station）。2019年7月，地铁官方将车站站名及相关标识统一为地铁大连站（Metro Dalian Station），而5号线在车站建设时期工程名为火车站站。2023年2月20日，官方公布5号线标准站名时，明确该站站名为大连站。
- 2004年9月29日，车站随3号线二期通车开通[1]。
- 2019年12月21日，5号线车站主体结构封顶[6]。
- 2023年
  - 3月17日，5号线通车，车站成为换乘车站[2]。
  - 9月1日，3号线站台半高站台门启用[9]。

## 其他

### 主线与支线直通列车取消
2021年11月18日前，3号线本站与3号线支线九里站间每日早晚高峰时段各有一班直通列车运营。2021年11月18日，由于13号线一期与3号线支线贯通运营，直通列车取消。

### 车站起火
2024年12月14日7时40分，地铁大连站南侧船票服务中心发生火情，致使该站需暂停运营，列车在香炉礁站折返。消防部队接到报警后立即赶到现场，火势于8时3分得到控制，现场无任何人员伤亡。9时36分，大连地铁透过微博宣布大连站恢复运营。

## 图集
- 3号线站台
- 3号线站厅
- 5号线站厅